# Acrocercops rhothogramma
Acrocercops rhothogramma är en fjärilsart som beskrevs av Fletcher 1933. Acrocercops rhothogramma ingår i släktet Acrocercops och familjen styltmalar. Inga underarter finns listade i Catalogue of Life.